# Луїзіанський провал
Луїзіанський провал (англ. Bayou Corne sinkhole) — провал, який утворився в результаті обвалення соляного купола, який розроблявся компанією Texas Brine. Карстова лійка була виявлена працівником Texas Brine 3 серпня 2012 року, після двомісячної сейсмічної активності і появи на поверхні байу бульбашок. Оточуюча провал місцевість — болото, переважно поросле кипарисами.

## Історія виникнення
Сіль, а також газ і нафту добувають з соляних шахт з 1940-х років. У процесі вироблення відомі випадки просідання і обвалення ґрунту. Наполеонсвілльська шахта, як і шахта Чокто, мають структури, які виступають і недооцінка розміру свердловин може викликати проблеми зі стабільністю ґрунту.
Провал виник в результаті розробки карсту Oxy Geismar 3 в Наполеонсвілльській соляній шахті, видобування на якій почалися в 1982 році. Це типова для узбережжя Мексиканської затоки соляна шахта. Розсіл з подібних куполів видобувається шляхом закачування в них через свердловини води під тиском і подальшого відкачування в очисні споруди, де з ропи отримують гідроксид натрію і хлор. Побічним продуктом видобутку є нафта, яку відправляють на виробничі потреби.
Шахта була закрита в червні 2011 року після тривалого спостереження. Зміст в товщі землі нафти і газу вже в 1982 році викликав проблеми з видобутком. У 2011 році Texas Brine запросила дозвіл на розширення шахти, але не змогла підтримувати необхідний тиск, і змушена була законсервувати її. Просідання шахти сталося під стінами і не було викликано тиском ґрунту на стелю шахти. Інші, менш ймовірні та ненаукові, гіпотези полягають в тому, що просідання викликано бурінням для видобутку нафти в 1950-х роках біля шахти або через сейсмічну активність.

## Розвиток подій
Протягом трьох днів після появи провалу його діаметр збільшився і 350 жителям околиць було запропоновано евакуюватися. Вчені стверджують, що наказ про евакуацію може діяти роки, і на швидке повернення сподіватися не треба. Більшість евакуйованих отримують 875 доларів США в тиждень від компанії Texas Brine Co.
Відразу після виявлення провал мав 98,8 метрів в діаметрі, 15,2 метрів в глибину, за винятком правої частини, де глибина сягала 128,6 метрів. У травні 2013 року він мав як мінімум 230 метрів в глибину і займав площу близько 6,1 гектара; всередині, за оцінками, міститься до півтора мільйонів літрів бутану. Відповідно до звітів, компанія оцінювала подібний результат як неймовірний, і спочатку виступила із заявою про те, що їм не відомо, чому утворився провал, а прибирання навколо пояснила відповідальною поведінкою. На поверхні води над провалом постійно з'являються бульбашки метану.
Парафія Ассумпсьйон оголосила про надзвичайний стан, а губернатор Боббі Джиндал оголосив надзвичайний стан по всьому штату в зв'язку з загрозою обвалення нестійкого ґрунту, яка загрожувала життю і власності жителів.
У травні 2013 року федеральний суд задовольнив колективний позов постраждалих від провалу.
Texas Brine запропонувала відступні постраждалим, і 44 з 92 пропозицій були прийняті на липень 2013 года. Крім цього компанія була оштрафована на 260 000 доларів за затримку і несвоєчасне виконання вимог штату про будівництво стримуючих укосів навколо провалу і встановленню в навколишніх будинках пристроїв з моніторингу складу повітря.
У серпні 2013 року, всупереч очікуванням, провал збільшився до 10 гектарів і поглинув кілька високих дерев за секунди. Керуючий готовністю до надзвичайних ситуацій Джон Будро повідомив про те, що проблема може залишатися без рішення принаймні три роки.
Станом на 2016 рік площа провалу становила 14 гектарів.